# Gällivare (đô thị)
Gellivara đổi hướng đến đây. Để đọc bài về tiểu hành tinh, xem 1073 Gellivara
Đô thị Gällivare (Gällivare kommun) là một đô thị ở hạt Norrbotten, phía bắc Thụy Điển. Thủ phủ là thị xã Gällivare.
Đây là đô thị lớn thứ 3 ở Thụy Điển. Đây là một đô thị có dân cư nói nhiều thứ tiếng, một số lượng đáng kể dân số nói tiếng Phần Lan và tiếng Sami.

## Các đơn vị dân cư
- Gällivare (thủ phủ)
- Hakkas
- Koskullskulle
- Malmberget
- Niivaara
- Puoltikasvaara
- Skaulo
- Ulatti

Cách thị xã Gällivare khoảng 5 km là Malmberget, dân số 5.500 là nơi có mỏ sắt. Bên ngoài Gällivare là khu nghỉ dưỡng trượt tuyết.
Gällivare có một sân bay, (sân bay Gällivare), gần các vườn quốc gia Sarek và Padjelanta.